# Papagaio (coletor)

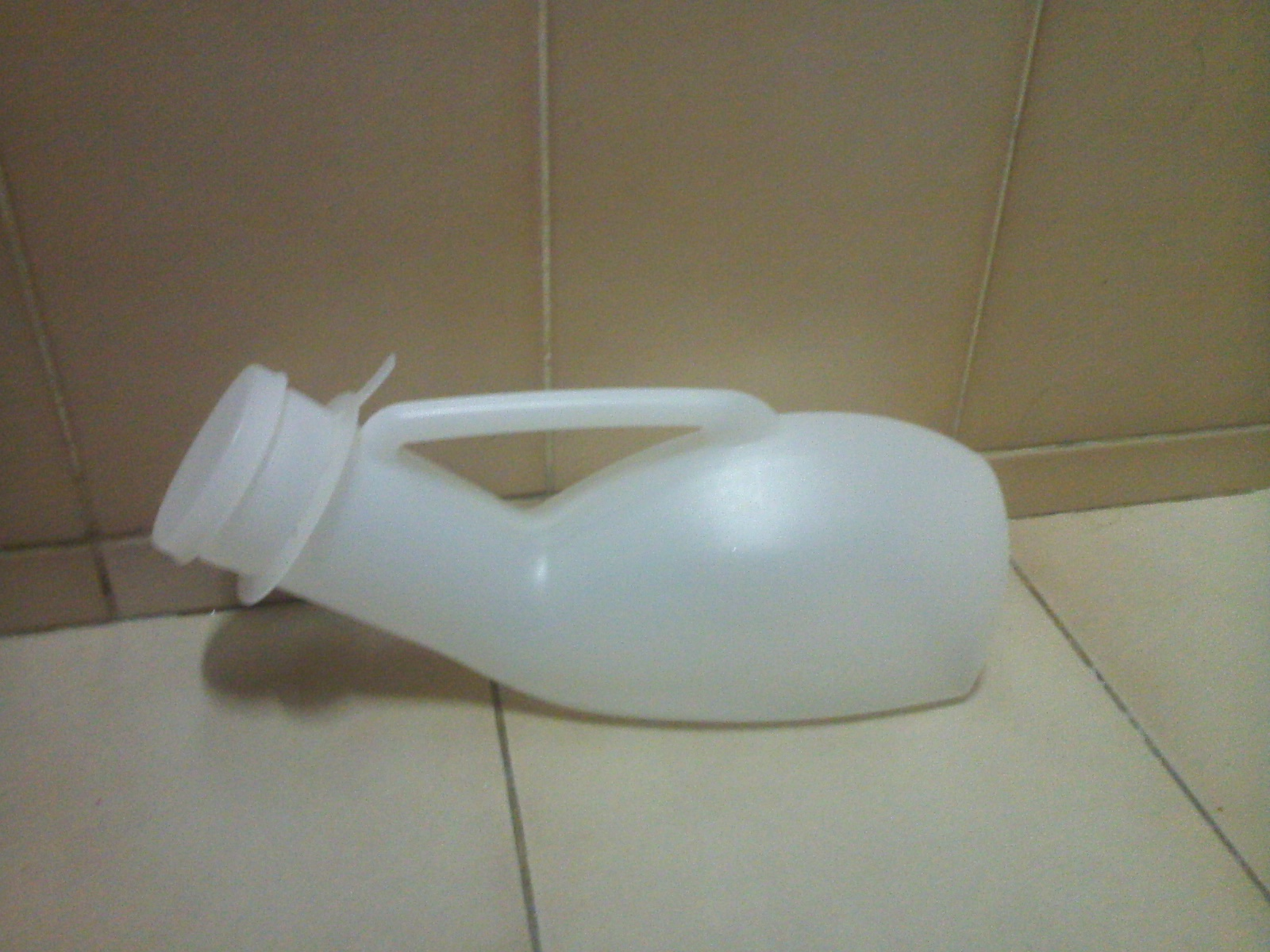
Papagaio de plástico

O papagaio é um recipiente urinário utilizado para coletar a urina de pessoas acamadas e/ou com dificuldade de locomoção. Este reservatório é indicado para pessoas com deficiência física, deficiência múltipla e idosos.